# Zhang Zaojiu
Zhang Zaojiu (chiń. 張造九; ur. 7 stycznia 1914) – chiński lekkoatleta, chodziarz. 
Podczas igrzysk olimpijskich w Berlinie (1936) zajął 25. miejsce w chodzie na 50 kilometrów z czasem 5:26:54,2.